# Paralia Lalaria
Paralia Lalaria (en grec moderne : Παραλία Λαλάρια, également Gyalos Lalaria Γυαλός Λαλάρια) est une plage au nord-est de l'île de Skiathos dans l'archipel des Sporades, en Grèce. La plage n'est accessible qu'en bateau depuis le port de Skiathos et est desservie quotidiennement pendant l'été. Les beaux galets sont tellement recherchés qu'une interdiction de les ramasser a désormais été imposée. La curiosité géologique remarquable est l'arche rocheuse Trypia Petra (Tsπια Πέτρα) au bout de la plage.

## Galerie

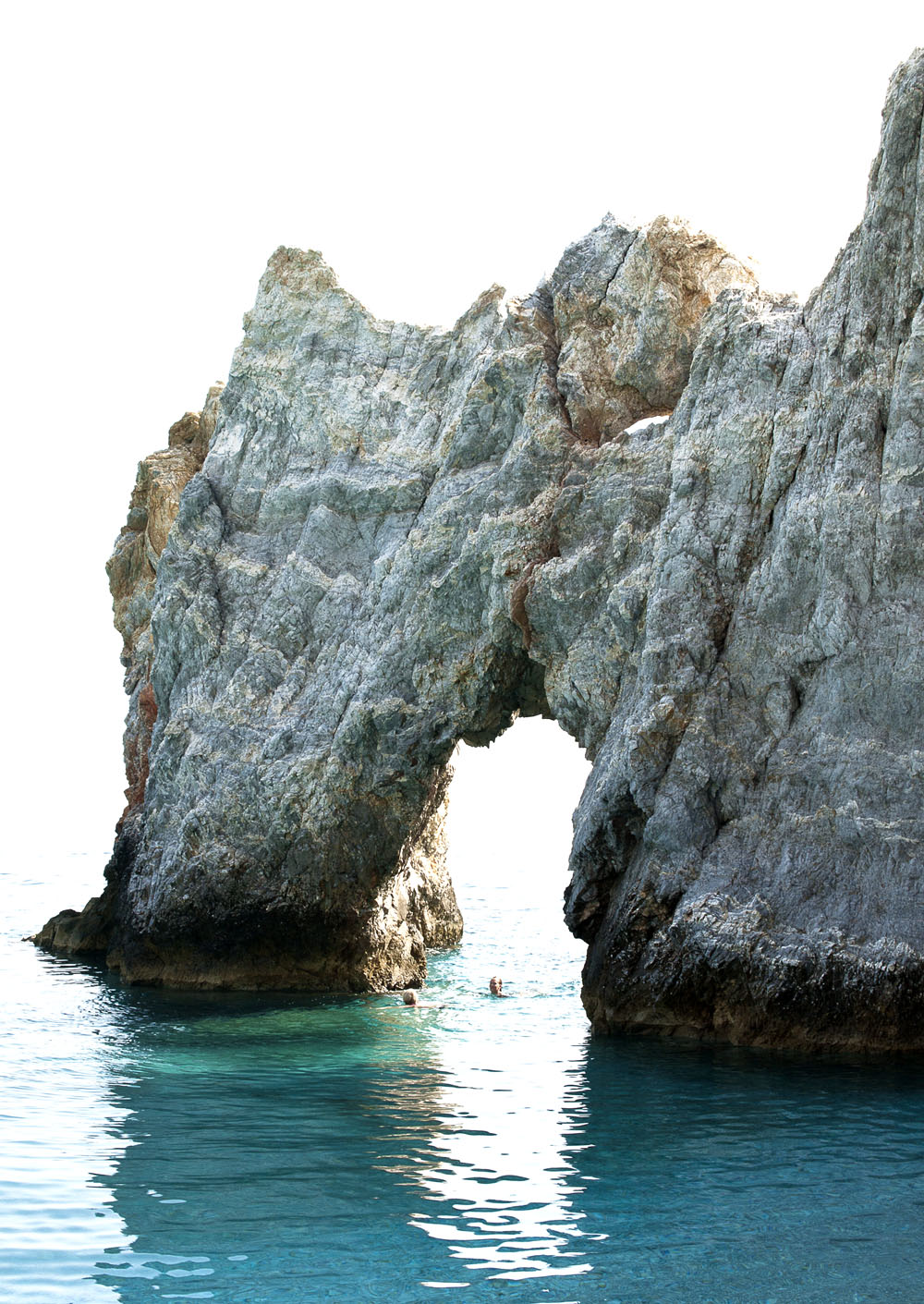
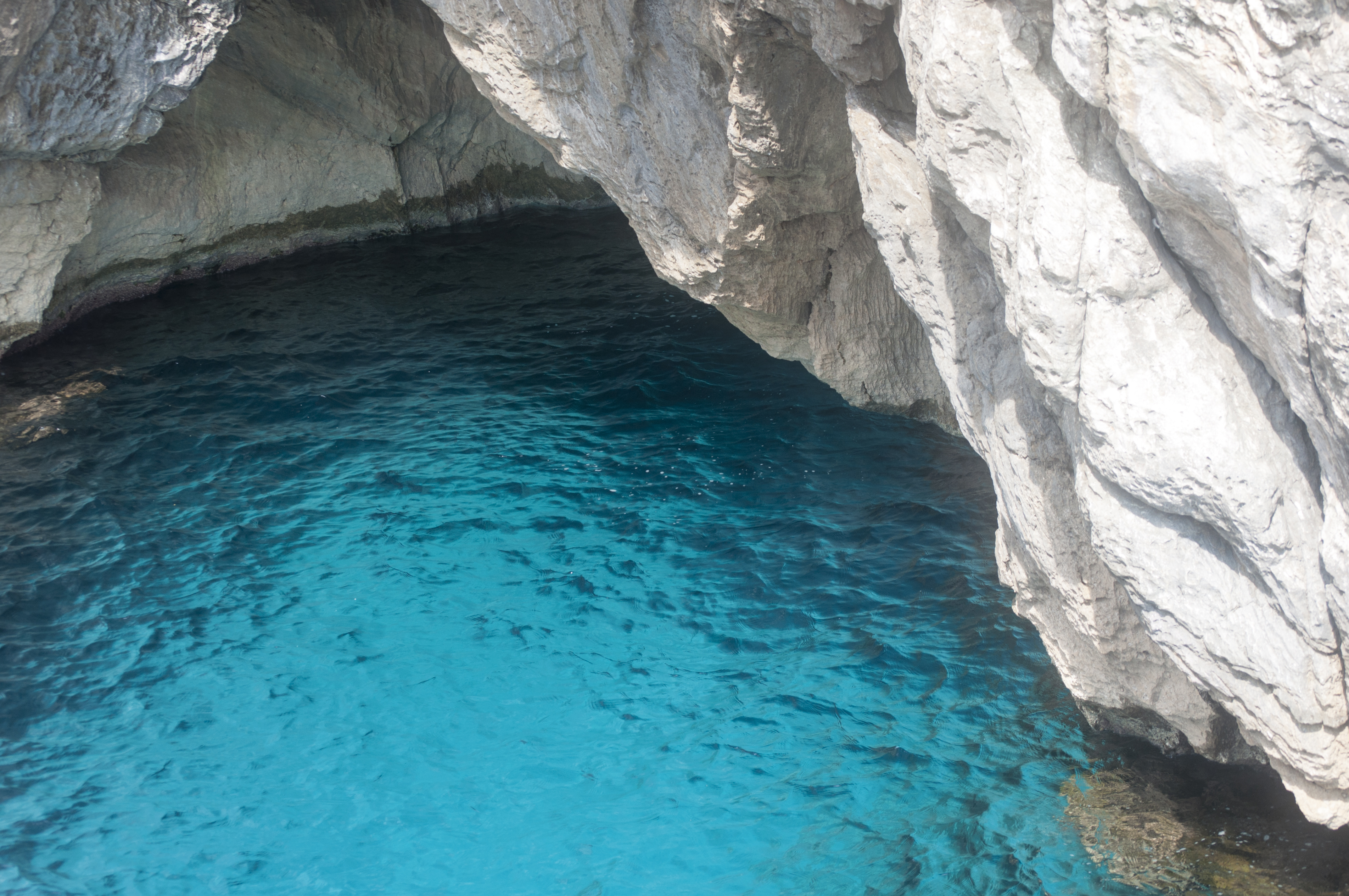
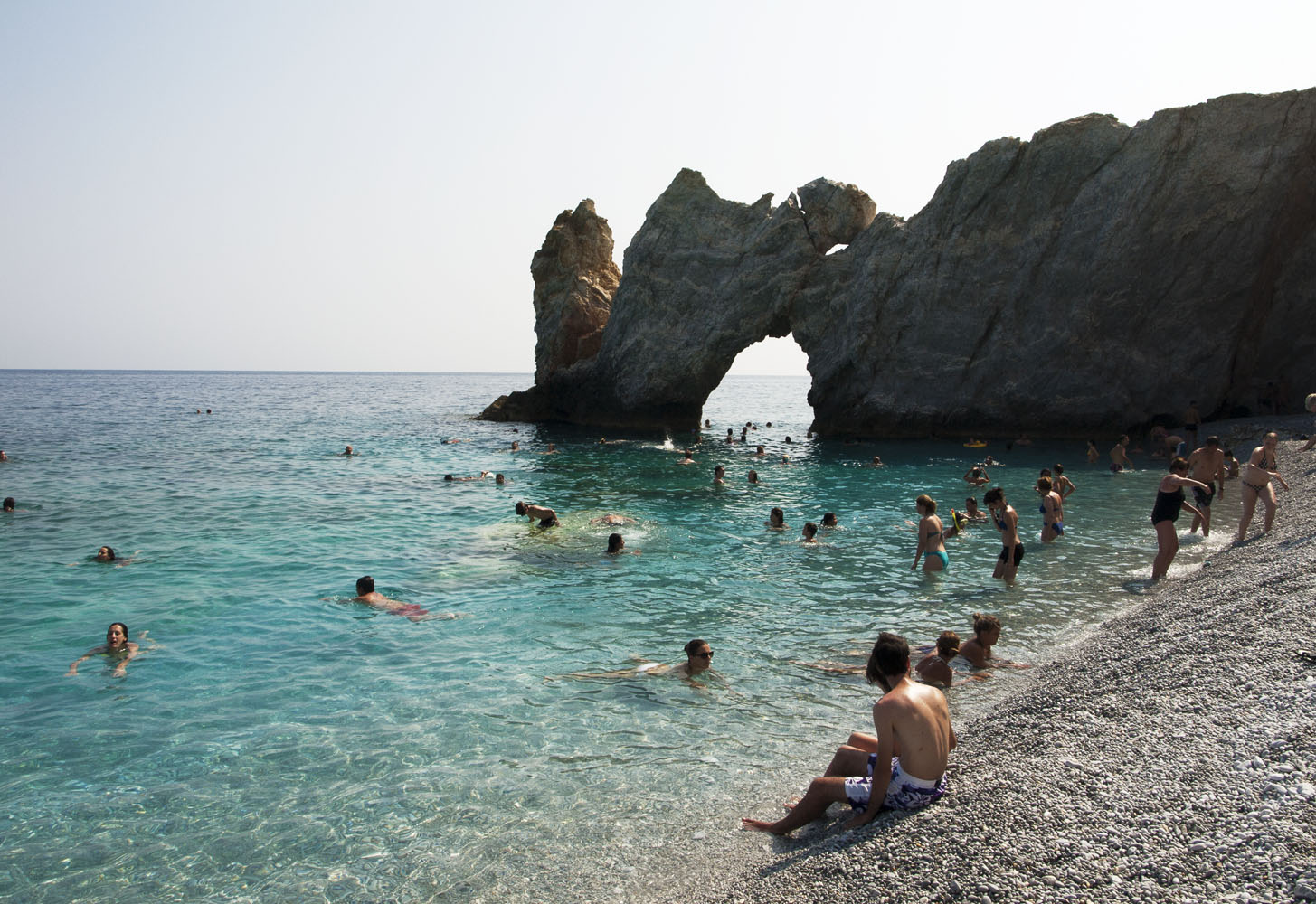

## Liens
- Informations touristiques